# Birger Stolpe
Per Erik Birger Stolpe, född 7 juni 1912 i Katarina församling, Stockholm, död 6 november 1984 i Danderyds församling, Stockholms län, var en svensk redaktör, skriftställare och översättare.

## Biografi
Stolpe avlade studentexamen vid Södra Latin 1931. Han var sekreterare för Svenska föreningen för Nationernas förbund och medarbetade vid Informationsbyrån för mellanfolkligt samarbete 1936–1939. Därefter arbetade han vid Utrikesdepartementets pressavdelning fram till 1945, då han blev politisk redaktör vid Upsala Nya Tidning. Från 1947 till 1951 var han direktör för FN:s informationskontor för Norden och från 1953 till 1955 andre redaktör för Karlstads-Tidningen. Han var sedan anställd 1955–1973 vid Göteborgs Handels- och Sjöfartstidning, därav som utrikesredaktör 1955–1970. Efter denna tidnings nedläggning som dagstidning medarbetade han i Göteborgs-Posten.

## Familj
Birger Stolpe var son till överkontrollören Johan Stolpe (1878–1958) och Maria Schwartz (1879–1946), bror till Sven och Herman Stolpe, och far till Jan Stolpe. Från 1937 var han gift med Elisabeth Leiman (1912–2003).
Birger Stolpe är gravsatt i minneslunden på Djursholms begravningsplats.